# Charlie McConalogue
Charlie McConalogue, né le 4 octobre 1977 à Carndonagh (comté de Donegal), est un homme politique irlandais, membre du parti Fianna Fáil. 
Il est Teachta Dála depuis 2011, élu d'abord dans la circonscription de Donegal North-East, puis dans celle du Donegal à partir de 2016. Entre juillet et septembre 2020, il est secrétaire d'État aux Réformes législatives.
De 2020 à 2025, il est et ministre de l'Agriculture, de l'Alimentation et de la Marine.
Depuis janvier 2025, il est secrétaire d'État au Sport et à la Politique postale dans le gouvernement de Micheál Martin.